# 永福镇 (永福县)
永福镇，是中华人民共和国广西壮族自治区桂林市永福县下辖的一个乡镇级行政单位。

## 行政区划
永福镇下辖以下地区：
龙泉社区、向阳社区、凤城社区、坪岭村、银洞村、湾里村、泡口村、四合村、塘堡村、曾村、樟峡村、南雄村、渔洞村和大苏村。